# The Unfinished Symphony
The Unfinished Symphony ist ein britisches Remake des 1933 gedrehten Regie-Erstlings Leise flehen meine Lieder. Beide Filme inszenierte Willi Forst. Neben englischen Nebendarstellern wiederholen Hans Jaray, Marta Eggerth und Paul Wagner ihre Hauptrollen des Originals.

## Handlung
Der Inhalt ist de facto deckungsgleich mit dem Original von 1933:
Der junge Komponist Franz Schubert muss aus Geldnot seine Gitarre versetzen, um wenigstens seine Miete auch weiterhin bezahlen zu können. Emmy, die Tochter des Pfandleihers, ist von seinem bescheidenen und freundlichen Auftreten so angetan, dass sie ihm einen höheren Betrag auszahlt, als das Instrument wert ist. Bald kommen sich beide ein wenig näher. In der Zwischenzeit sucht der Kapellmeister Antonio Salieri Schubert auf, von dessen Talent er gehört hat. Er bietet dem hauptberuflich als Hilfslehrer arbeitenden Schubert an, von ihm bei einer anstehenden Soirée der Gräfin Kinsky als Nachwuchstalent in die Gesellschaft eingeführt zu werden. Als der Wiener seine unvollendete Sinfonie vorträgt, fallen ihm inmitten des Spiels plötzlich mehrere mögliche Enden ein, die er dann im künstlerischen Eifer in noch nicht ausgereiften Variationen vorträgt. Als er dafür im erlauchten Publikum Gelächter – vor allem von der jungen Gräfin Esterházy – erntet, ist Schubert derart irritiert, dass er seinen Vortrag abbricht und erzürnt die Soirée verlässt.
Wenige Tage darauf wird Schubert als Musiklehrer in das gräfliche Schloss der Esterházys nach Ungarn eingeladen. Dort trifft er erneut auf die Komtesse, die sich einerseits für ihr Benehmen unlängst entschuldigt, ihn andererseits aber wie einen Angestellten behandelt. Das Eis bricht, als Schubert sie eines Abends im Dorfkrug Czardas tanzen sieht. Trotz des Standesunterschiedes wollen beide heiraten. Ihr Vater jedoch hintertreibt geschickt das Vorhaben seiner zu erratischen Entscheidungen und emotionalen Schnellschüssen neigenden Tochter. Wieder nach Wien zurückgekehrt, wartet schon Emmy sehnsüchtig auf Schubert, ist aber umso enttäuschter, als ein Brief von Carolines jüngerer Schwester Marie eintrifft, in der diese um Schuberts Rückkehr nach Ungarn bittet.
Der alte Graf war indes nicht untätig und hat Carolines Eheschließung mit einem jungen Offizier arrangiert. Just zum Zeitpunkt der Hochzeit trifft Schubert im Schloss ein. Als unerwartetes ‘Hochzeitsgeschenk’ überreicht er ihr seine unvollendete Sinfonie, die er endlich vollendet hat. An derjenigen Stelle, an der sie damals besonders laut gelacht hatte, fällt Caroline nunmehr in Ohnmacht. Nach einer letzten Aussprache der beiden entschließt sich Schubert, seine Komposition lieber doch unvollendet zu lassen. Dann kehrt er endgültig nach Wien heim.

## Produktionsnotizen
The Unfinished Symphony war die zweite Regiearbeit von Willi Forst und entstand im Mai 1934 mit überwiegend britischen Darstellern in Wien. Produktionsfirma war die British Gaumont.
Zu zwei Dritteln wurde dieser Film neu gedreht, rund ein Drittel (vor allem Landschaftsszenerie aber auch der Kulissenbau) wurde dem Original entnommen.
Die Uraufführung fand am 23. August 1934 in London statt, eine deutsche oder österreichische Premiere gab es erwartungsgemäß nicht.
Anthony Asquith wurde Forst als Dialogregisseur zur Seite gestellt. Alfred Norkus sorgte für den Ton.

## Kritiken
Der Film fand in Großbritannien einige Anerkennung, The Era beispielsweise schrieb in seiner Ausgabe vom 29. August 1934 von einer “"warm and fragrant enthralling production"”, einer “warmen und angenehm fesselnden Produktion”, und lobte ihn als “"Film of the year"”, als “Film des Jahres”.
Nach der amerikanischen Premiere am 11. Januar 1935 war in der New York Times zu lesen: “Mit einer glücklichen Unbekümmertheit für trostlose, historische Wahrheiten verfolgt der sympathische kleine Musikfilm … die Geschichte von Franz Schuberts glorreicher … Sinfonie entlang der seidenen Wege der Romantik (…) Hans Jarays Auftritt zeigt Schubert als sanften und traurig dreinblickenden Jugendlichen, übermäßig sensibel und zugleich erfüllt von einem bescheidenen Vertrauen in sein Genie. (…) Trotz seiner mittelmäßigen und manchmal erbärmlichen Kameraarbeit bietet Unfinished Symphony einen auf zuvorkommender Weise bestechenden Hintergrund für die unsterblichen Lieder des großen Komponisten.”